# Centropyge fisheri
Centropyge fisheri là một loài cá biển thuộc chi Centropyge trong họ Cá bướm gai. Loài này được mô tả lần đầu tiên vào năm 1904.

## Từ nguyên
Từ định danh của loài được đặt theo tên của Walter Kenrick Fisher, nhà động vật học đến từ Đại học Stanford, thành viên của chuyến du ngoạn năm 1902 trên tàu nghiên cứu Albatross cập cảng ở Hawaii, và ông cũng là người đã thu thập mẫu định danh của loài này tại đây.

## Phạm vi phân bố và môi trường sống
C. fisheri có phạm vi phân bố rộng khắp khu vực Ấn Độ Dương - Thái Bình Dương. Ở Đông Phi, loài này được ghi nhận dọc theo bờ biển Somalia, Kenya và Tanzania, và một số đảo quốc và rạn san hô vòng thuộc Ấn Độ Dương; từ bờ biển phía nam Ấn Độ, C. fisheri xuất hiện trải dài đến vùng biển các nước Đông Nam Á và các đảo quốc, quần đảo thuộc châu Đại Dương (bao gồm cả quần đảo Hawaii và đảo Johnston); ngược lên phía bắc đến vùng biển Nam Nhật Bản (bao gồm cả quần đảo Ogasawara và quần đảo Ryukyu); xa nhất ở phía nam là đến bờ biển Đông Úc.
C. fisheri sinh sống trên các rạn san hô viền bờ và trong các vùng đầm phá, nơi có nhiều san hô vụn, ở độ sâu lên đến 95 m.

## Mô tả
C. fisheri có chiều dài cơ thể tối đa được biết đến là 9 cm. C. fisheri có màu xanh lam thẫm trên toàn cơ thể, nhưng cũng có thể có màu nâu da cam (sáng màu cam hơn ở đầu và ngực). Một đốm sẫm màu thường thấy ở thân trước, ngay sau nắp mang. Vây đuôi trong mờ, có màu trắng đến màu vàng nhạt. Vây lưng, vây hậu môn và vây bụng có dải viền màu xanh ánh kim ở rìa; rìa sau của vây lưng và vây hậu môn có những vạch ngang màu xanh ánh tương tự. Vây ngực trong suốt.
C. fisheri có thể được phân biệt với các loài họ hàng gần trong phân chi Xiphypops qua màu sắc của vây đuôi.

## Sinh thái học
Thức ăn của C. fisheri chủ yếu là tảo. C. fisheri thường hợp thành từng nhóm nhỏ rời rạc, bơi cùng với các loài cá thia biển và cá bàng chài.
C. fisheri và 3 loài khác trong chi Centropyge là Centropyge flavissima, Centropyge ferrugata và Centropyge acanthops được biết đến là có khả năng chuyển đổi qua lại giữa giới tính đực và cái.
C. fisheri đã được cho lai tạo với Centropyge resplendens, loài đặc hữu của đảo Ascension (cũng thuộc phân chi Xiphypops), trong môi trường thí nghiệm. Ngoài tự nhiên, C. fisheri được ghi nhận là đã lai tạp với Centropyge potteri ở Hawaii, nơi cả hai loài xuất hiện khá phổ biến.

## Thương mại
C. fisheri là một loài thường được đánh bắt và xuất khẩu trong ngành thương mại cá cảnh.

### Trích dẫn
- "Functional hermaphroditism in teleosts" (PDF). Fish and Fisheries. Quyển 9 số 1. 2008. tr. 1–43. {{Chú thích tạp chí}}: Đã bỏ qua tham số không rõ |authors= (trợ giúp)